# Siviano
Siviano (Sivià in dialetto bresciano) è una frazione sede del comune lombardo di Monte Isola.

## Storia
Il piccolo centro lacustre di Siviano, posto sull'isola di Montisola, appartenne storicamente alla quadra di Iseo.
All'Unità d'Italia (1861) il comune contava 923 abitanti.
Nel 1928 il comune di Siviano fu fuso con Peschiera Maraglio, a formare il nuovo comune di Monte Isola, abbracciante l'intera isola lacustre.